# Lyonesse

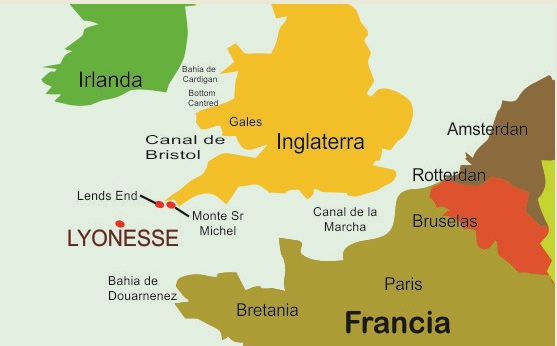
Ubicación de la Ciudad perdida de Lyonesse

Conocida como la tierra misteriosa, sumergida donde se encontraba Camelot en la leyenda del Rey Arturo, Lyonesse era un país isleño situado en el océano Atlántico, frente a las costas de Cornualles: en las islas Sorlingas. 
En la época legendaria de Arturo, Lyonesse era una próspera comunidad que disfrutaba de un perfecto clima durante todo el año, los huertos y cultivos daban varias cosechas al año, las vacas producían leche espesa y las colmenas rebosaban de miel.

## Características de la población
Los hombres de esta tierra perdida eran fuertes, las mujeres muy hermosas, serenas y nobles, los castillos de los caballeros de Lyonesse tenían un esplendor que disimulaba su fortaleza interna, e incluso la gente pobre vivía en granjas en medio de jardines.
Había mucho comercio y tráfico entre Inglaterra y Lyonesse, especialmente desde que la isla se convirtió en un lugar de reposo para damas afligidas por penas de amor y para caballeros cansados de aventuras. La tierra contaba con bosques, campos y 140 iglesias parroquiales.
Algunos habitantes de esa tierra practicaban las artes blancas, pero las artes oscuras eran desconocidas en la isla

## Desaparición
Lyonesse fue tragada por las olas aproximadamente al mismo tiempo de la muerte del Rey Arturo.
El historiador de Cornualles William Borlase (1695-1772) señaló en 1753 la existencia de hileras de piedras en las aguas de Samson flats, en las islas Sorlingas, que parecían tapias sumergidas de construcción humana. En los años 20 del siglo XX se sugirió que eran antiguas particiones de campos, construidas en la Edad del Bronce. Sin embargo, los oceanográfos aseguran que para sumerguir aquellos campos de cultivo habría sido necesario un ascenso del nivel del mar de más de 3.7 milímetros en los últimos 3000 años, y este dato no coincide con cuanto se sabe de las variaciones de ese nivel en las costas británicas. No es este el único indicio de que las islas Sorlingas hayan perdido terreno frente al mar. En la zona de marea de la isla de Saint Martin, en Lite Arthur Tean, se han encontrado círculos de cabañas y tumbas  de piedra parcialmente sumergidos, que se cree quedaron cubiertos por el mar en tiempos de los romanos, y en las menciones de los escritores clásicos hablan de Las islas Sorlingas como de una sola isla hasta el siglo IV d. C.

## Mención de Lyonesse
La única mención que hay de esta tierra perdida es la del anticuario Richard Carew (1555-1620), historiador de Cornualles que fue el primero en identificar esta tierra desaparecida con la de Lyonesse de la leyenda artúrica. Esta reseña aparece en Britannia de Willian Camden, y posteriormente  en su obra de estudio Cornualles (1962) en la que afirma "Lyonesse existe sumergida en el espacio entre Land's End (El Fin del Mundo) extremo sureste de Inglaterra, y las islas Sorlingas.
Por otra parte, a mitad de camino entre el cabo de Land's End y las islas Sorlingas hay un grupo de rocas llamadas las Siete Piedras, que delimitan una zona conocida como Tregva (Vivienda) en donde se extrajeron fragmentos de puertas y ventanas de la ciudad.
En la leyenda de Arturo, Lyonesse es la tierra natal del héroe Tristán.